# Тамгрут
Тамгрут (Tamgrout, на френски:Tamegroute) е селище в южната част на Мароко на 20 km южно от Загора, в долината на река Драа. То е стар ислямски култов и образователен център още от XI век. Това е едно от последните селища по пътя в Сахара към Мхамид, където след 78 km се стеснява и свършва асфалтовото шосе и започват керванските пътеки в пустинята. Зелената керамика от Тамгрут е широко известна и станала емблема за селището.

## История
В XVII век селището става център на ордена Суфи Насирия (Nasiriyya), един от най-влиятелните и по едно време един от най-големите суфитски ордени в ислямския свят. От 1640-те лидерите на ордена са потомци на основателя му Сиди Мохамед бин Насир Ал Драви (1603 – 1674), наричан Бин Насир (Sidi Muhammad bin Nasir al-Drawi) без прекъсване от баща на син. Бин Насир е теолог, учен и лекар, особено се интересува от психични разстройства. Той е написал няколко произведения, стихове и трактати на ислямския закон и го разпространява в целия Магреб. Синът му Ахмад (1647 – 1717) прави шест поклонения в Мека и пътува до Етиопия, Арабия, Египет, Ирак и Персия, където разпространява влиянието на ордена.
Основан е университет, в който учат ислям 1500 студенти от Близкия изток и Западна Африка. Библиотеката на Tамгрут с хилядите си ръкописи е една от най-богатите в Северна Африка. Колекцията от 4200 ръкописи привлича много посетители от Мароко и от чужбина. Сред експонатите са Коран от XIV век с красива куфическа калиграфия, писания на Авицена (Ибн Сина), на Авероес, превод на Питагор, трактати по теология, астрономия, география и фармакологията. По-късно шейхове на Суфи братство и особено Абу Бакр е широко популярен в долината Драа и на запад чрез срещите си с пътешествениците Герхард Ролфс (Gerhard Rohlfs) и Шарл дьо Фуко (Charles de Foucauld).
Гробовете на осем суфи привличат посещения на вярващи болни от всички краища на страната, някои от които остават в продължение на месеци, а понякога дори на години, с надеждата за изцеление. За да се видят книгите в библиотеката, които включват стари текстове по медицина, учението на Корана, по астрологията, математика и други науки, трябва разрешение от мароканското правителство, което позволява те да се четат, но само вътре в библиотеката.
Сградата на ордена (zawiya) със своите зелени плочки датира от 1869 г., когато е възстановена след пожар.
Един месец след Курбан Байрям, в Тамгрут се провежда годишният фестивал (Moussem), в чест на Сиди Мохамед бин Насир.
През XVII век известният берберски поет Мохамед Авзал (Muhammad Awzal) (1670 – 1748) намира убежище в Тамгрут. Неговата първа работа на берберски език „Ал-Хавд“ е написана в града. Последната му работа „Ан-Насия“ („Съветите“) е ода във възхвала на Сиди Ахмад ибн Мохамед ибн Насир (1647 – 1717), духовен водач на ордена, вероятно елегия, вдъхновена от смъртта и неговото погребение около 1717. Друг известен жител на Тамгрут е Сиди Ахмед Ал-Тиджани, който дълго е член на ордена преди да създаде свое собствено братство. Тамгрут е място на раждане и на един от най-знатните служители на Саадитите, писателя Абу-л-Хасан Али ибн Мохамед Ал Тамгрути (Abu-l-Hasan Ali Ibn Mohammed al-Tamgruti), известен с описанието на пътуването и престоя си в Истанбул в 1590 – 1591 като посланик на мароканския владетел Ахмад ал-Мансур.
Основателите на религиозното братство искат да повишат статута на селището до този на „Медина“, т.е. да стане голям град. Те събират търговци и занаятчии, най-вече от Фес – град, който поддържа добри отношения с Тамгрут.

### Съвременност
Тамгрут е едно малко селище, но керамиката, която произвежда, е станала основната му слава и характеристика. С изключение на няколко нюанса на охра, зелената глазура е доминиращият цвят в керамика от Тамгрут. Древните техники дават глазури с безкрайни вариации. Прочутата зелена керамика от Тамгрут се изработва от грънчари и грънчарски кооперативи, в които участват и жени, нещо рядко в ислямския свят. Те добиват глината за нея край града, пречистват я, източват съдовете и сувенирите, които правят, рисуват ги, пекат ги и ги продават в магазинчетата, разположени пред работилниците им, групирани в общ квартал в началото на селището. Друга атракция е обичайният за трансатлантическо Мароко знак, указващ продължителността на керванския път до Тимбукту, оттук той е 52 дни с камили.
|  | Тази страница частично или изцяло представлява превод на страницата Tamegroute в Уикипедия на английски. Оригиналният текст, както и този превод, са защитени от Лиценза „Криейтив Комънс – Признание – Споделяне на споделеното“, а за съдържание, създадено преди юни 2009 година – от Лиценза за свободна документация на ГНУ. Прегледайте историята на редакциите на оригиналната страница, както и на преводната страница, за да видите списъка на съавторите. ВАЖНО: Този шаблон се отнася единствено до авторските права върху съдържанието на статията. Добавянето му не отменя изискването да се посочват конкретни източници на твърденията, които да бъдат благонадеждни. |